# Tacuite
Tacuite (em egípcio: Taḫuit) foi a grande esposa real do faraó Psamético II. Ela data da vigésima sexta dinastia do Egito.

## Biografia
Tacuite era esposa de Psamético e mãe de Apriés e da Esposa de Deus de Amom Anquesneferibré. É conhecida por ser a esposa real porque sua filha foi registada como uma Irmã do Rei e nasceu de Tacuite. Foi enterrada em Atribis, onde seu túmulo foi descoberto em 1950. Um grande sarcófago e um escaravelho de coração foram descobertos no seu túmulo.